# Тулуа
Тулуа — город, расположенный в самом сердце долины Каука в департаменте Валье-дель-Каука в Колумбии. Будучи важным промышленным и экономическим центром, Тулуа является четвёртым по величине городом в департаменте после столицы Кали, Буэнавентуры и Пальмиры. Основанный около 1741 года Хуаном де Лемосом и Агирре, он имеет население около 200 000 жителей. Город также называют Corazón del Valle (переводится как «сердце долины»), La Villa de Céspedes («город Сеспедеса», в честь натуралиста Хуана Марии Сеспедеса) и Tierra Fácil («лёгкая земля» на местном языке).
Тулуа хорошо известен в Колумбии и по всей Южной Америке как важный центр сальсы.

## География
Река Тулуа пересекает город. Город расположен в 433 км от Боготы, столицы Колумбии, в 101 км к северо-востоку от Кали и 174 км от важного портового города Буэнавентуры, расположенного на побережье Тихого океана.

## Образование
Университет Валье имеет в Тулуа свой филиал. Главный же кампус университета расположен в Кали, столице департамента. Главный кампус UCEVA (Центрального университета Валье-дель-Каука) находится в Тулуа.

## Известные уроженцы
- Фаустино Асприлья, футболист
- Густаво Альварес Гардеасабаль, писатель
- Пончо Рентериа, журналист
- Диего Салазар, олимпийский серебряный призёр
- Альберто Галеано, известный доктор
- Карлос Эрнан Пенилья, футболист